# Anaerostipes
Anaerostipes es un género de bacterias grampositivas de la familia Lachnospiraceae. Fue descrito en el año 2002. Su etimología hace referencia a bastón anaerobio. Es anaerobia estricta, inmóvil y puede ser formadora o no de esporas. Catalasa y oxidasa negativas. Se ha aislado de heces humanas y de pollos. No se suele asociar a enfermedad, aunque hay un caso descrito de bacteriemia por Anaerostipes caccae.

## Taxonomía
Actualmente existen 8 especies del género Anaerostipes:
- Anaerostipes amylophilus
- Anaerostipes butyraticus
- Anaerostipes caccae
- Anaerostipes faecalis
- Anaerostipes faecis
- Anaerostipes hadrus
- Anaerostipes hominis
- Anaerostipes rhamnosivorans